# Debut
Debut – debiutancki studyjny album islandzkiej piosenkarki Björk, wydany 5 lipca 1993 roku.
Był to pierwszy solowy album artystki po zerwaniu współpracy z zespołem The Sugarcubes (w międzyczasie nagrała jedynie jazzowy album Gling-Gló z tríó Guðmundar Ingólfssonar). Album, wyprodukowany przez znanego producenta Nellee Hoopera, został dobrze przyjęty przez krytyków i poszerzył grupę fanów piosenkarki z czasów The Sugarcubes. Dzięki albumowi Debut artystka zdobyła szerszy rozgłos w Wielkiej Brytanii i Stanach Zjednoczonych. 
Debut dotarł na 61. miejsce na liście Billboard 200. W 1998, w plebiscycie brytyjskiego czasopisma Q album zajął 74. miejsce na liście najlepszych albumów wszech czasów.

## Lista utworów
1. "Human Behaviour" (Björk/Hooper) - 4:12
2. "Crying" (Björk/Hooper) - 4:49
3. "Venus as a Boy" (Björk) - 4:41
4. "There's More to Life Than This" (Björk/Hooper) - 3:21
5. "Like Someone in Love" (Burke/VanHeusen) - 4:33
6. "Big Time Sensuality" (Björk/Hooper) - 3:56
7. "One Day" (Björk) - 5:24
8. "Aeroplane" (Björk) - 3:54
9. "Come to Me" (Björk) - 4:55
10. "Violently Happy" (Björk/Hooper) - 4:58
11. "The Anchor Song" (Björk) - 3:32
12. "Play Dead" (Arnold/Bjork/Wobble) - 3:58 (UK, Japonia)